# Arabis nova
Arabis nova es una especie de planta herbácea de la familia de las brasicáceas.

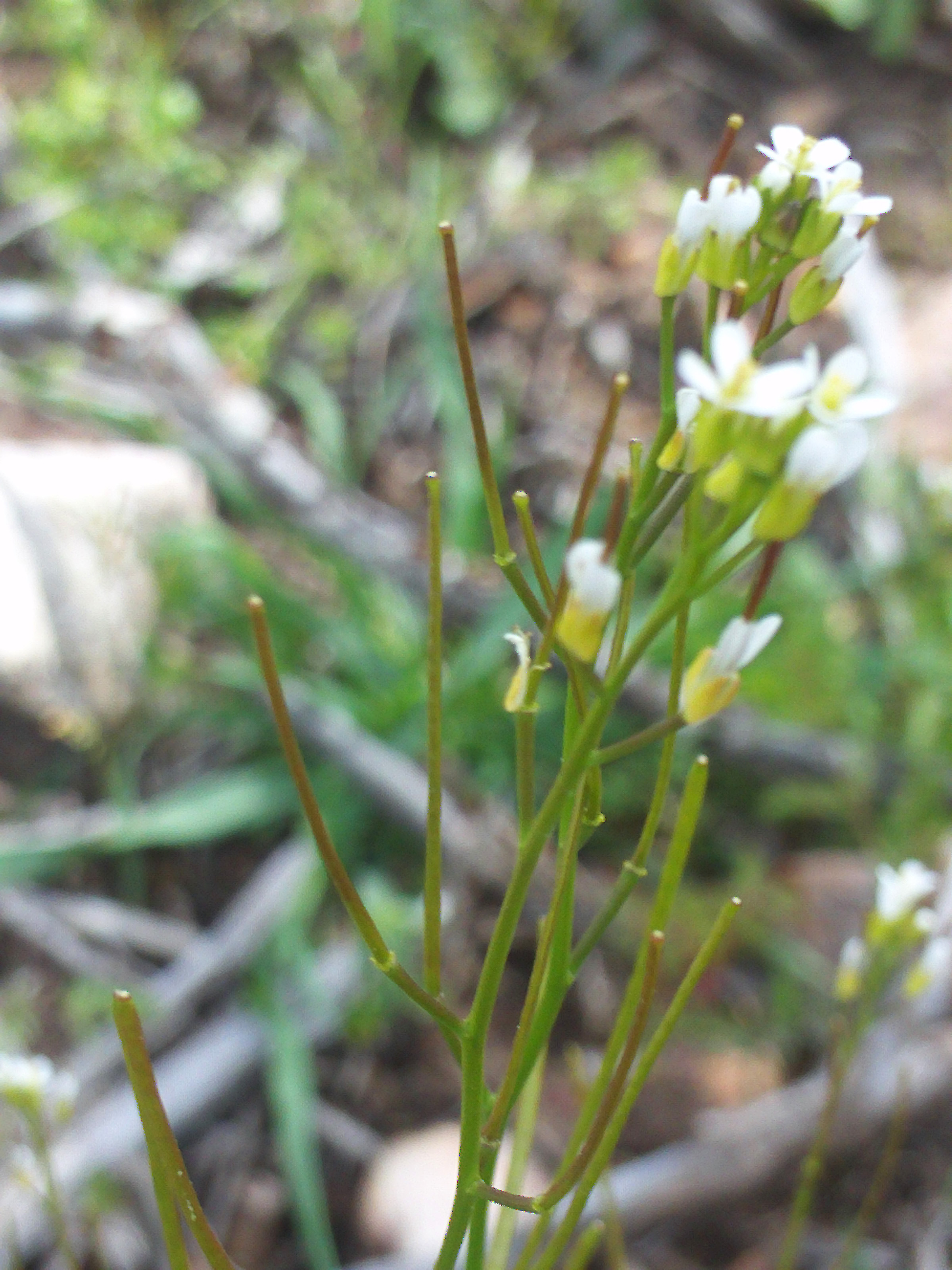
Vista de la planta

## Descripción
Es una planta anual de tallos erectos y pelosos. Las hojas tienen el margen con algunos dientes agudos, las inferiores son pecioladas, forman roseta basal, mientras que el resto son auriculadas y están sentadas en el tallo. Las flores se disponen en racimos, tienen los pétalos blancos con una escotadura poco profunda en el ápice. Desarrolla frutos erectos con el pedúnculo de 1–5 mm de longitud.

## Distribución geográfica
Es nativa de la región del mediterráneo occidental. En España en Alicante, Barcelona, Castellón, Lérida, Tarragona y Valencia.

## Hábitat
Crece en pastizales secos anuales sobre todo tipo de sustratos. 

## Taxonomía
Arabis nova fue descrita por Dominique Villars)  y publicado en Prospectus de l'Histoire des Plantes de Dauphiné 39. 1779
Etimología
Arabis: nombre genérico que deriva de la palabra griega  usada para "mostaza" o "berro", y la palabra griega para Arabia, quizás refiriéndose a la capacidad de estas plantas para crecer en suelos rocosos o arenosos.
nova: epíteto latino que significa "nueva".
Sinonimia
- Arabis recta Vill.
- Arabis auriculata Lam.
- Arabis malinvaldiana Rouy & Coincy
- Arabis patula Graham ex A. Gray
- Arabis reverchonii Freyn ex Willk.
- Arabis saxatilis All.
- Erysimum cadmea (Boiss.) Kuntze
- Erysimum saxatile (All.) Kuntze
- Sisymbrium sewerzowii Regel
- Stenophragma sewertzowi B. Fedtsch.
- Turrita auriculata (Lam.) Bubani
- Turrita saxatilis (All.) Bubani
- Turritis auriculata (Lam.) Fourr.
- Turritis mollissima Hoepfn.
- Turritis patula Ehrh.
- Turritis recta Mert. & W.D.J.Koch
- Turritis saxatilis Kit.[4]